# 于尔根·施罗德 (水球运动员)
于尔根·施罗德（德語：Jürgen Schröder，1960年12月16日—），德国男子水球运动员。他曾代表西德国家队参加1984年夏季奥林匹克运动会水球比赛，获得一枚铜牌。他也曾获得1982年世界锦标赛季军。